# Falsimalmus niger
Falsimalmus niger là một loài bọ cánh cứng trong họ Cerambycidae.